# Hoge Kustbrug
De Hoge Kustbrug is een hangbrug over de river Ångermanälven vlak bij Veda och Mörtsal op de grens van de gemeentes Härnösand en Kramfors in de provincie Ångermanland in het noorden van Zweden. Over de brug loopt de Europese weg 4.
De Hoge Kustbrug is gebouwd van 1993 tot 1997 en werd officieel geopend op 1 december 1997. Onder de brug kunnen schepen varen van 40 meter hoog. De brug is 1867 meter lang, 17,8 meter breed en 186 meter hoog. De brug is gemaakt van staal en beton en is het tweede hoogste bouwwerk van Zweden. De maximale overspanning van 1210 meter is bijna gelijk aan de Golden Gate Bridge (1280 m) en de 21e langste ter wereld (medio 2025). Over de brug lopen vier rijstroken. De maximale snelheid op de brug bedraagt 110 km/u. Bij het noordelijke einde van de brug zijn een picknickplaats, hotels en restaurants.
Op 5 april 2007 moest de brug voor het eerst sinds de opening dicht wegens zware weersomstandigheden.

## Externe link

Afmetingen van de brug

## Foto's

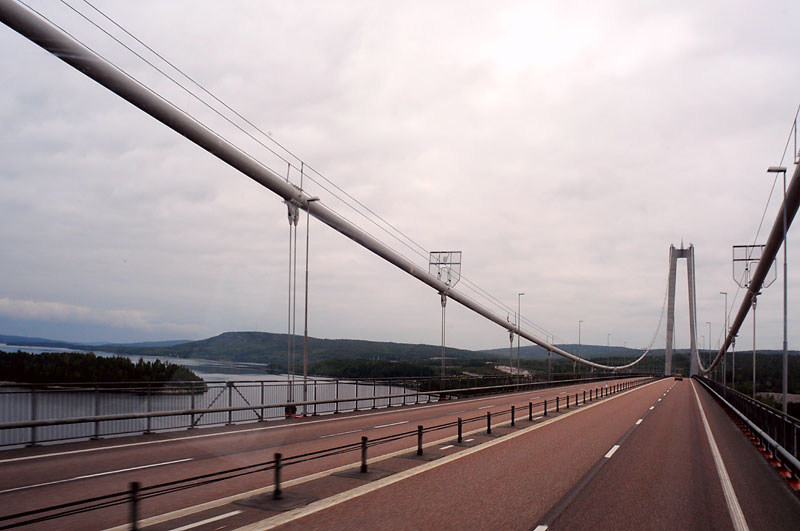
rijstroken
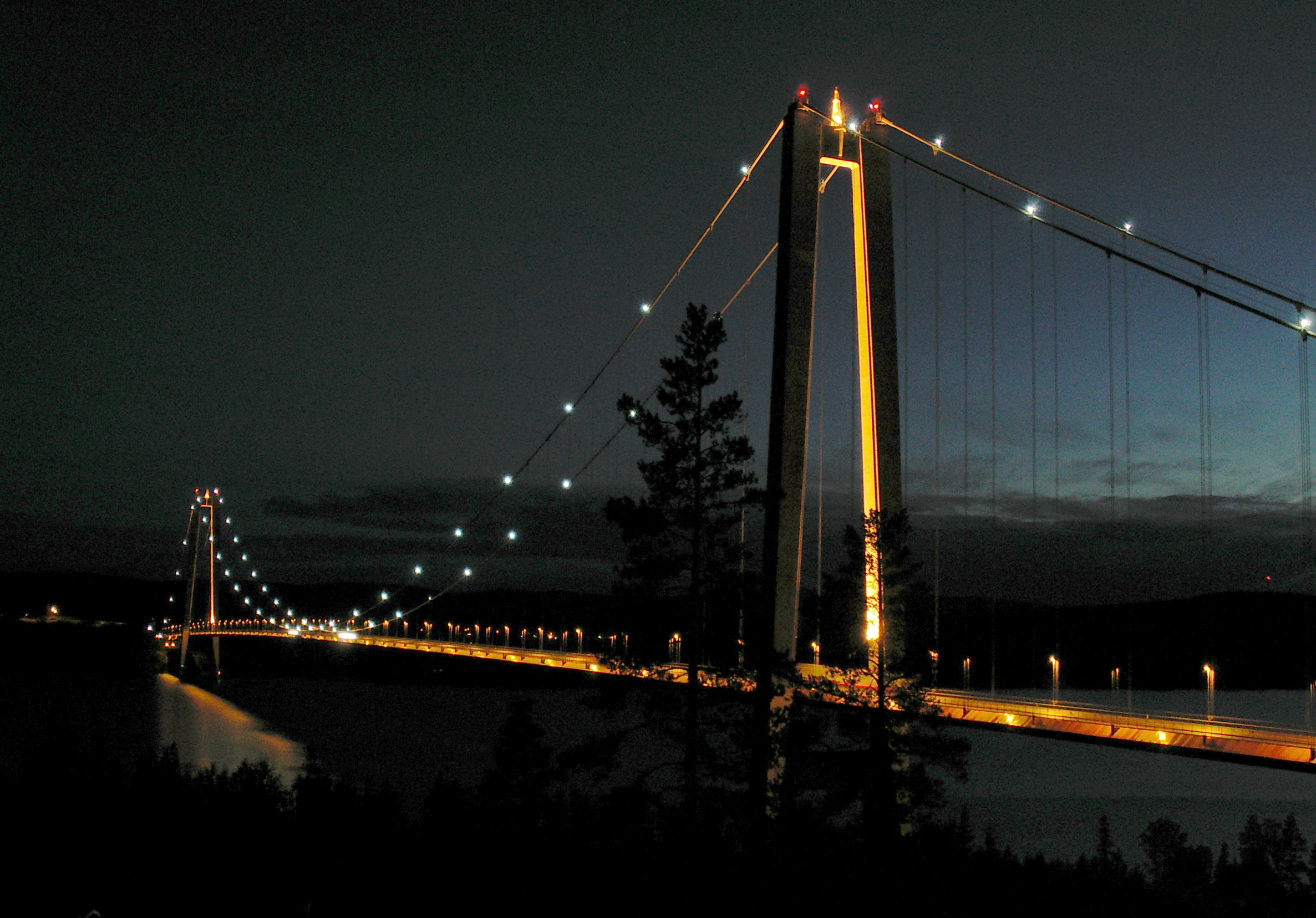
bij nacht
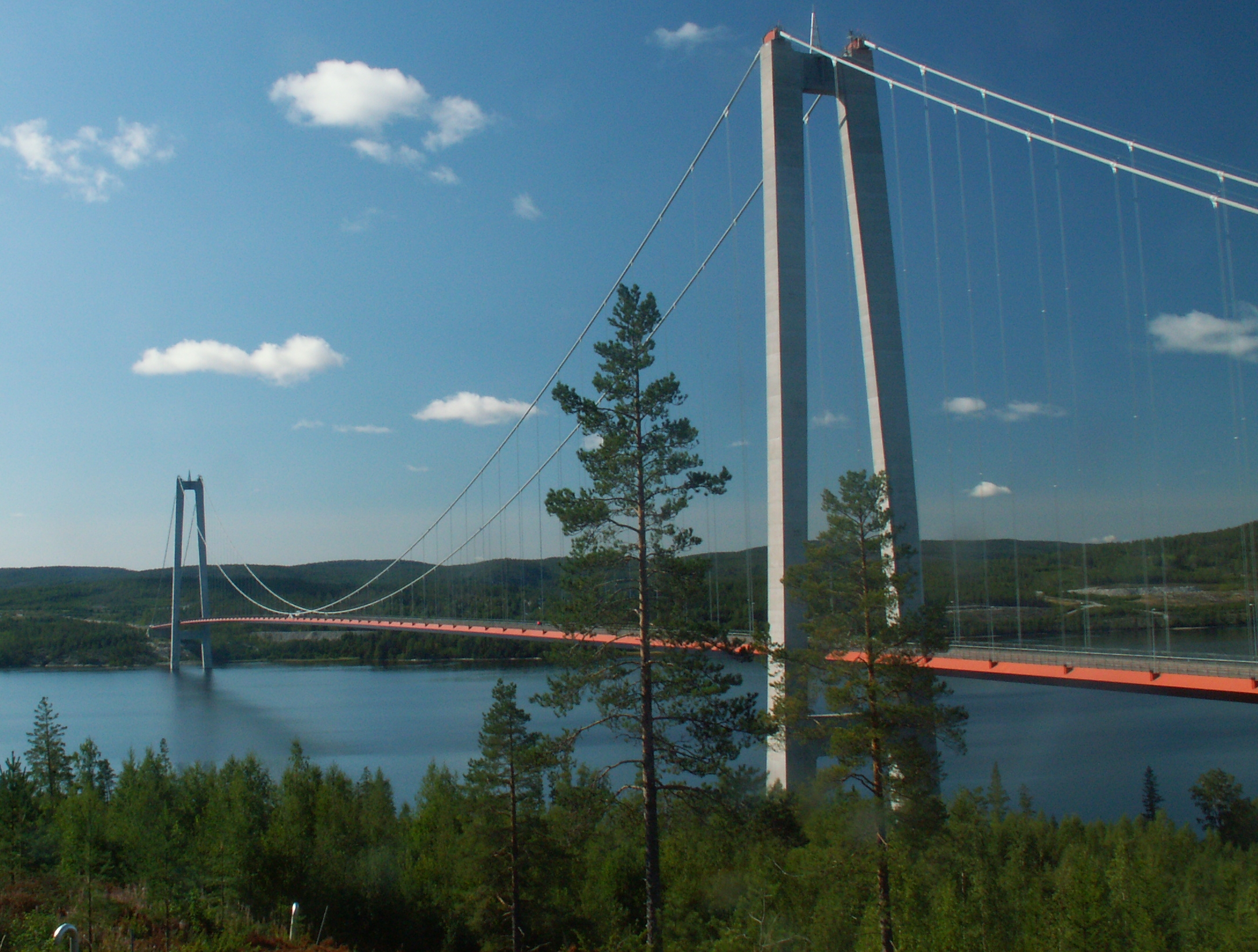
omgeving